# 埃默森鎮區 (阿肯色州哥倫比亞縣)
埃默森鎮區（英語：Emerson Township）是位於美國阿肯色州哥倫比亞縣的一個行政鎮區。

## 地方資料
埃默森鎮區的面積為535.20平方千米，當中陸地面積為534.78平方千米，而水域面積為0.42平方千米。根據2010年美國人口普查的數據，當地共有人口1891人，而人口密度為每平方千米3.53人。